# Kings & Queens
Kings & Queens (englisch für „Könige & Königinnen“) ist ein Lied der US-amerikanischen Popsängerin Ava Max. Der Song wurde über Atlantic Records als fünfte Single ihres Debütalbums Heaven & Hell veröffentlicht.

## Hintergrund und Artwork
Max schrieb den Song zusammen mit Brett McLaughlin, Madison Love, Desmond Child, Mimoza Blinsson, Hillary Bernstein, Jakke Erixon, den Produzenten Henry Walter alias Cirkut und Nadir Khayat alias RedOne. Außerdem beinhaltet der Song ein Sample von Bonnie Tylers If You Were a Woman (And I Was a Man). Der gesampelte Song von Bonnie Tyler wiederum verwendet dieselbe Melodie wie das Lied You Give Love a Bad Name von Bon Jovi von 1986, weshalb sich die drei Songs klanglich ähneln.
Das Artwork zum Titel ist in Blautönen gehalten und zeigt die Sängerin auf einem Thron sitzend. In der rechten Hand hält sie ein Schwert, dessen Spitze auf dem Boden steht.

## Musikvideo
Am 27. März 2020 veröffentlichte Max ihr Musikvideo zu Kings & Queens. Im Musikvideo sieht man zuerst wie Vögel fliegen. In silberner Schrift steht, dass der Song zu der Seite Heaven ihres Debütalbums gehört. Anschließend sieht man in goldener Schrift den Songtitel. Man sieht an manchen Stellen die Sängerin auf dem Thron, manchmal mit anderen zusammen tanzen, manchmal im Speisesaal, manchmal neben riesigen Schachfiguren und an anderen Stellen hat Ava einen Papagei auf dem Arm. An einer besonders rockartigen Stelle haben sie und ihre Tänzerinnen eine Gitarre in der Hand. Das Musikvideo verzeichnet bis heute mehr als 330 Millionen Aufrufe (Stand: Mai 2023).

## Kommerzieller Erfolg

### Chartplatzierungen
Kings & Queens erreichte in Deutschland Rang 16 der Singlecharts. Die Single konnte sich 57 Wochen in den Top 100 platzieren und zählt damit zu den erfolgreichsten Dauerbrennern in den deutschen Singlecharts. Darüber hinaus erreichte das Lied für sechs Wochen die Chartspitze der deutschen Airplaycharts.
| ChartsChartplatzierungen       | Höchstplatzierung | Wochen |
| ------------------------------ | ----------------- | ------ |
| Deutschland (GfK)              | 16 (57 Wo.)       | 57     |
| Österreich (Ö3)                | 12 (47 Wo.)       | 47     |
| Schweiz (IFPI)                 | 5 (59 Wo.)        | 59     |
| Vereinigte Staaten (Billboard) | 13 (27 Wo.)       | 27     |
| Vereinigtes Königreich (OCC)   | 19 (31 Wo.)       | 31     |

| ChartsJahrescharts (2020)    | Platzierung |
| ---------------------------- | ----------- |
| Deutschland (GfK)            | 17          |
| Österreich (Ö3)              | 13          |
| Schweiz (IFPI)               | 14          |
| Vereinigtes Königreich (OCC) | 71          |

| ChartsJahrescharts (2021)      | Platzierung |
| ------------------------------ | ----------- |
| Vereinigte Staaten (Billboard) | 73          |

### Auszeichnungen für Musikverkäufe
| Land/Region                  | Auszeichnungen für Musikverkäufe (Land/Region, Auszeichnung, Verkäufe) | Verkäufe  |
| ---------------------------- | ---------------------------------------------------------------------- | --------- |
| Belgien (BRMA)               | Platin                                                                 | 40.000    |
| Brasilien (PMB)              | 3× Platin                                                              | 120.000   |
| Dänemark (IFPI)              | Platin                                                                 | 90.000    |
| Deutschland (BVMI)           | 3× Gold                                                                | 600.000   |
| Finnland (IFPI)              | Platin                                                                 | 40.000    |
| Frankreich (SNEP)            | Diamant                                                                | 333.333   |
| Italien (FIMI)               | Platin                                                                 | 70.000    |
| Kanada (MC)                  | 4× Platin                                                              | 320.000   |
| Norwegen (IFPI)              | 3× Platin                                                              | 180.000   |
| Österreich (IFPI)            | 2× Platin                                                              | 60.000    |
| Polen (ZPAV)                 | 4× Platin                                                              | 200.000   |
| Portugal (AFP)               | Platin                                                                 | 10.000    |
| Spanien (Promusicae)         | Platin                                                                 | 60.000    |
| Vereinigte Staaten (RIAA)    | 2× Platin                                                              | 2.000.000 |
| Vereinigtes Königreich (BPI) | Platin                                                                 | 600.000   |
| Insgesamt                    | 1× Gold · 26× Platin · 1× Diamant ·                                    | 4.723.333 |

Hauptartikel: Ava Max/Auszeichnungen für Musikverkäufe